# Tenor
Il tenor, o tenore in italiano, è la nota sulla quale viene cantato un salmo nel canto gregoriano. Corrisponde alla dominante o alla sottodominante in rapporto alla tonica della musica moderna.
La parola tenor deriva dal latino tenere (stesso significato in italiano).
Il tenor era la struttura fondamentale della musica polifonica medioevale e rinascimentale fra il 1250 e il 1500. Esso consisteva nella voce principale della polifonia ed era costituito da note tenute per lungo tempo che trasportavano un cantus firmus preso da opere musicali del passato. Attorno al tenor si sviluppavano le altre voci del canto, che erano molto più veloci e piene di abbellimenti. Il tenor era costituito generalmente da poche parole, direttamente prese dal testo liturgico.